# Mount Royal University
Mount Royal University (MRU) – uniwersytet publiczny w Calgary w Kanadzie.

## Historia
Mount Royal University został założony na podstawie statutu prowincji Alberta przez rząd Arthura Siftona 16 grudnia 1910 i oficjalnie otwarty niemal rok później, 8 września 1911. Pierwotnie pomysłodawcą instytucji był George Kirby (1873–1949), który chciał zapewnić wykształcenie młodym ludziom z wiejskiej okolicy. Początkowo uniwersytet miał nosić nazwę Calgary College, jednak Sifton, Kirby i inni nie zgodzili się na użycie słowa Calgary w nazwie. 